# Magical Girl of the End
Magical Girl of the End (jap. 魔法少女・オブ・ジ・エンド, Mahō Shōjo obu ji Endo) ist eine Manga-Serie von Kentarō Satō, die seit 2012 in Japan erscheint. In der Serie, die in das Genre Horror einzuordnen ist, geht es um Gothic-Lolita-Mädchen, die eine Zombie-Apokalypse auslösen. 

## Inhalt
Der Oberschüler Kii Kogami (児上 貴衣) ist vom Alltag in der ersten Klasse der Oberschule gelangweilt und wünscht sich etwas mehr Aufregung in seinem Leben. Während eines Tests schaut er nach draußen und beobachtet, wie ein kleines Mädchen im Gothic-Lolita-Outfit auf dem Schulhof einem Lehrer den Kopf vom Körper schlägt. Er glaubt, dass er tagträumt, ihm wird übel und er geht zur Toilette. Als er zurückkehrt, tötet das Mädchen auch seine Mitschüler. Zwar kann Kogami sie töten, doch bleibt neben ihm nur Tsukune Fukumoto (福本 つくね) am Leben. Sie kennen sich noch aus der Grundschule, allerdings hat sich Kii mit der Zeit von ihr entfremdet und, um sich unnötigen Stress zu ersparen, lange ignoriert, dass Tsukune von anderen schwer gemobbt wird. 
Bald darauf erleben sie, dass ihre getöteten Mitschüler als Zombies wiederauferstehen, die wie das Mädchen zuvor andere umbringen und sich in Gothic-Lolita-Kleidung hüllen. Draußen sehen sie, dass vom Himmel weitere Gothic-Lolita-Mädchen wie das erste herabkommen. Gemeinsam mit weiteren Überlebenden, bestehend aus Tsukunes ehemaliger Peinigerin Kaede Sayano, dem perversen Polizisten Rintaro Akuta, der attraktiven Oberschülerin Yoruka Hanzawa, dem Medizinstudenten Ren Kushiro und der Grundschülerin Miu Anai, versuchen sie nun herauszufinden, was um sie herum vorgeht. Es stellt sich heraus, dass es sich bei den mörderischen Gothic-Lolita-Mädchen um Magical Girls handelt, die aus der Zukunft stammen und Teil eines teuflischen Plans sind. Drahtzieher ist Kiis gehörloser Klassenkamerad Wataru Himeji. 

## Veröffentlichung
Die Serie erschien in Japan vom 12. Juni 2012 bis zum 12. August 2017 im Magazin Weekly Shōnen Champion. Der Verlag Akita Shoten brachte die Kapitel auch in 16 Tankōbon-Sammelbänden heraus. 
Auf Deutsch erschien der Manga von September 2014 bis Juli 2018 bei Tokyopop mit allen 16 Bänden. Seit Mai 2014 wird die Serie auf Französisch bei Akata herausgegeben, im Oktober 2014 startete die Veröffentlichung bei Seven Seas Entertainment unter dem Titel Magical Girl Apocalypse auf Englisch.

## Rezeption
Die Bände verkauften sich in Japan jeweils etwa 50.000 mal.
Jason Thompson nennt die Serie auf Anime News Network als Platz 5 der 10 besten Zombie-Serien. Er schreibt: „Schusswaffen, Blut und Fanservice [laufen] drei Zoll tief über die Straßen“. Die Serie sei zu empfehlen für Fans von Highschool of the Dead, einem etwas älteren Zombie-Manga, die eine noch rohere und lustigere Serie lesen wollen.